# Бой (фортификация)
Бой в крепостной русской архитектуре — горизонтальный ярус боевой башни или стены с бойницами и бойничными камерами для артиллерийских орудий (печурами).
По своему расположению различали подошвенный бой (самый нижний), средний бой и верхний бой. Подошвенный бой и средний, как правило, служили для размещения крепостной артиллерии, предназначенной для настильного обстрела окружающей местности. На верхних же ярусах обычно размещались стрелки гарнизона.